# Videoverarbeitung
Videoverarbeitung bezeichnet in der Informatik und Elektrotechnik, eine Anwendung der Bildverarbeitung und allgemeiner der Signalverarbeitung. Im Gegensatz zur Bildverarbeitung werden bewegte Bilder zur Ein- und/oder Ausgabe verwendet. Demnach sind Videodateien oder Videostreams entweder auf Seite der Eingabe oder Ausgabe vorhanden.

## Anwendungen (Beispiele)
- Große Datenmengen bei der Erstellung von Videoaufnahmen oder Computeranimationen sind ein Problem für begrenzte Speicherkapazität. Mittels Videokompression durch Codecs, kann die Datenmenge oder bei Streams der Datendurchsatz reduziert werden.[2]

- Augmented Reality in Form von AR-Filtern, wie sie von Snapchat bekannt sind, funktionieren durch Techniken der Gesichtserkennung in Echtzeit.